# Стангопея
Стангопея (лат. Stanhopea) — большой и довольно популярный род эпифитных орхидей, распространенный в дождевых тропических лесах от Мексики до Бразилии. На губах цветков растений рода стангопеи имеются два выроста, из-за которых стангопея получила народное название орхидея-бык. Растения культивируются благодаря своим крупным и необычным цветкам с сильным ароматом. Название рода дано в честь 4-го графа Стэнхоупа (1781—1855) — президента Лондонского медико-ботанического общества.
Популярные в культуре стангопеи:
- Стангопея тигровая (Stanhopea tigrina)
- Стангопея черно-фиолетовая (Stanhopea nigroviolacea)
- Стангопея снежно-белая (Stanhopea candida)